# Brian Orser
Brian Orser, född 18 december 1961 i Belleville, är en kanadensisk före detta konståkare.
Orser blev olympisk silvermedaljör i konståkning vid vinterspelen 1984 i Sarajevo och vid vinterspelen 1988 i Calgary.